# Chân trời sự kiện

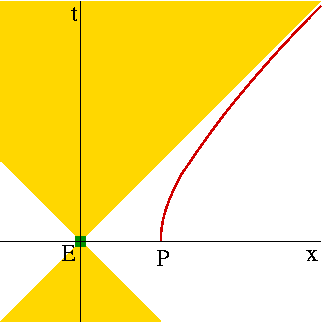
Biểu đồ không thời gian

Chân trời sự kiện là biên phía trong của không-thời gian gần một điểm kỳ dị, tất cả các loại vật chất nếu nằm dưới giới hạn này, kể cả các sóng điện từ (gồm cả ánh sáng) đều không thể vượt ra ngoài để đến với người quan sát.
Ánh sáng phát ra bên trong chân trời sự kiện không thể thoát ra ngoài, chính vì thế điểm kỳ dị của chân trời sự kiện được gọi là hố đen. Bản thân vật thể khi đi qua chân trời sự kiện sẽ không cảm thấy điều gì đặc biệt, nhưng người quan sát bên ngoài sẽ thấy vật thể tiến gần chân trời sự kiện một cách chậm dần rồi mất hẳn. Đó là do ánh sáng từ vật thể phải mất một thời gian lâu hơn để thoát khỏi lực hấp dẫn khi tiến gần chân trời sự kiện, và mất một khoảng thời gian vô tận khi đạt đến chân trời sự kiện để đến với người quan sát bên ngoài. Chính vì thế nó được gọi là chân trời vì người quan sát nhìn vật thể tiến đến chân trời sự kiện tương tự như một chiếc máy bay khuất sau chân trời thường.
Khái niệm chân trời sự kiện có liên quan đến khái niệm bán kính Schwarzschild trong vật lý.

## Chân trời sự kiện của lỗ đen
Chân trời sự kiện được biết đến là một phần của lỗ đen. Đó là ranh giới mà vận tốc thoát ly (Vận tốc vũ trụ cấp 2) của lỗ đen lớn hơn vận tốc ánh sáng. Nói chính xác hơn là mọi tia sáng (hạt) từ vật thể ở chân trời sự kiện đều bị bẻ cong về phía điểm kỳ dị.
Bán kính Schwarzschild là một khái niệm về mật độ của lỗ đen, mỗi vật có một Bán kính Schwarzschild riêng. Khi vật đó được nén lại sao cho bán kính thật của vật đó nhỏ hơn với Bán kính Schwarzschild của nó thì một lỗ đen mới vừa được ra đời. Bởi theo lý thuyết, lỗ đen được hình thành do áp suất vật chất (kg/m³) quá lớn. Như vậy nếu nén Mặt Trời hay Trái Đất thành một quả cầu đủ nhỏ, ta sẽ có một lỗ đen. Thậm chí, theo lý thuyết, chiếc điện thoại di động của bạn cũng có thể trở thành lỗ đen. Tuy nhiên, để nén một vật thể thành lỗ đen ta cần một lực vượt ngưỡng Tolman – Oppenheimer – Volkoff (khoảng gấp 3 lần khối lượng mặt trời (solar masses)). Và tại sao ta lại đề cập đến Bán kính Schwarzschild? Bởi bề mặt hình cầu có bán kính bằng với Bán kính Schwarzschild chính là chân trời sự kiện.

## Chân trời sự kiện của vũ trụ quan sát được
Chân trời phần tử của vũ trụ quan sát được là biên giới thể hiện khoảng cách xa nhất tại đó các sự kiện có thể được quan sát hiện tại. Với những sự kiện ở bên ngoài khoảng cách đó, ánh sáng không có đủ thời gian để tới được chỗ chúng ta, thậm chí nếu ánh sáng đã được phát ra từ khi vũ trụ bắt đầu. Chân trời phần tử thay đổi thế nào phụ thuộc vào trạng thái của sự mở rộng của vũ trụ. Nếu sự mở rộng có một số đặc tính, có những phần của vũ trụ sẽ không bao giờ quan sát được, dù người quan sát có phải đợi bao lâu chăng nữa để chờ ánh sáng phát ra từ các vùng đó tới nơi. Phần biên giới mà các sự kiện không bao giờ có thể được quan sát là một chân trời sự kiện, và nó thể hiện tầm mức lớn nhất của chân trời phần tử.
Các tiêu chí để xác định liệu một chân trời sự kiện của vũ trụ có tồn tại không như sau. Xác định một comoving distance {\displaystyle d_{E}} bởi
{\displaystyle d_{p}=\int _{0}^{t_{0}}{\frac {c}{a(t)}}dt}
Ở phương trình này, a là scale factor, c là tốc độ ánh sáng, và t0 là tuổi của vũ trụ. Nếu {\displaystyle d_{E}\rightarrow \infty }, (ví dụ các điểm được cho là xa ở mức tối đa chúng ta có thể quan sát được), thì không có chân trời sự kiện. Nếu {\displaystyle d_{E}\neq \infty }, có chân trời sự kiện.
Các ví dụ về các mô hình vũ trụ không có một chân trời sự kiện là các vụ trụ bị chi phối bởi vật chất hay bởi bức xạ. Một ví dụ về một mô hình vũ trụ với một chân trời sự kiện là một vũ trụ bị chi phối bởi hằng số vũ trụ (một de Sitter universe).